# Stylian
Stylian (lat.: Stylianus, gr.: Στυλιανός) ist ein christlicher männlicher Vorname.

## Bedeutung
Stylian stammt von gr. stylos bzw. lat. stylus, zu deutsch „Säule“, und bedeutet etwa „der Säulenfeste“, „fest wie eine Säule“.

## Varianten
- Italienisch: Stiliano (auch Kurzform Stelio).
- Neugriechisch: Stylianós (auch Kurzform Stélios).
- Rumänisch: Stelian.
- Bulgarisch: Stilijan (weitere Formen Stilian, Stiljan, Stelijan, Stelian).

## Namenstag
Der Namenstag lässt sich auf folgenden Heiligen zurückführen:
- Hl. Stylian von Paphlagonien (4. Jh.), Mönch; Gedenken am 26. November.

## Namensträger
- Stelian Ilie (1938–2014), rumänischer Fußballspieler
- Stelio Candelli (* 1931), italienischer Schauspieler
- Stelio Fenzo (* 1932), italienischer Comic-Zeichner
- Stelio Fiorenza (1945–2006), italienischer Filmregisseur und Drehbuchautor
- Stelio Frati (1919–2010), italienischer Flugzeugkonstrukteur
- Stelio Molo (1916–1995), Schweizer Jurist und Generaldirektor der SRG
- Stelios Bikakis (* 1965), griechischer Lyraspieler und Sänger
- Stelios Giannakopoulos (* 1974), griechischer Fußballspieler
- Stelios Haji-Ioannou (* 1967), griechischer Unternehmer
- Stelios Kazantzidis (1931–2001), griechischer Sänger
- Stelios Malezas (* 1985), griechischer Fußballspieler
- Stilijan Iwanow (* 1968), bulgarischer Filmregisseur und Drehbuchautor
- Stilijan Makarski (* 1985), bulgarischer Badmintonspieler
- Stilijan Petrow (* 1979), bulgarischer Fußballspieler
- Hl. Stylian (4. Jh.), Mönch
- Stylianos Kyriakidis (1910–1987), griechischer Marathonläufer
- Stylianos Kyriakidis (Segler) (* 1942), griechischer Segler
- Stylianos Pattakos (1912–2016), griechischer Offizier und Politiker
- Stylianos Schicho (* 1977), österreichischer Maler
- Stylianos Zautzes († 899), byzantinischer Politiker